# Miroslav Poljak
Miroslav Poljak, född 3 september 1944 i Zagreb, död 2 november 2015 i Zagreb, var kroatisk vattenpolospelare som tävlade för Jugoslavien. Han tog OS-guld 1968 med Jugoslaviens landslag.
Poljak spelade nio matcher och gjorde tretton mål i den olympiska vattenpoloturneringen i Mexico City som Jugoslavien vann.